# Seytroux
Seytroux é uma comuna francesa na região administrativa de Auvérnia-Ródano-Alpes, no departamento da Alta Saboia. Estende-se por uma área de 18.44 km². Em 2010 a comuna tinha 533 habitantes (densidade: 28,9 hab./km²).